# Yukari Ichijō
Yukari Ichijō (一条ゆかり, Ichijō Yukari) est une dessinatrice de manga japonais. Elle est née le 19 septembre 1949 à Tamano dans la préfecture d'Okayama, au Japon.
Son véritable nom est Noriko Fujimoto (藤本典子, Fujimoto, Noriko).

## Biographie

### Jeunesse
Yukari Ichijō, née le 19 septembre 1949 à Tamano, est la sixième enfant d'une famille pauvre. À cause de la pauvreté elle cherche rapidement son objectif dans la vie et décide dès l'école primaire de devenir mangaka. Pour atteindre cet objectif, elle préfère rejoindre un lycée industriel, travaille dans une librairie de prêt pour pouvoir lire des mangas gratuitement, et dessine pour un dōjinshi nommé Musashino manga kenkyukai.
Elle n'aime pas les histoires typiques des shōjo mangas de l'époque, mettant en scène des filles qui s'auto-déprécient et vivent souvent dans la pauvreté ; elle aime particulièrement les œuvres de Hideko Mizuno qui au contraire sont flamboyantes, aristocratiques, avec des protagonistes volontaires. Elle apprécie aussi grandement les romans picaresques et la figure de mauvais garçon d'Alain Delon.

### Carrière
En 1966, alors qu'elle est encore lycéenne, elle parvient à faire publier sa première histoire par un éditeur professionnel : Ame no ko Non-chan, publié avec d'autres histoires courtes dans un manga de prêt. En 1967, deux lycéennes, Machiko Satonaka et Suzue Miuchi font sensation en devenant des mangakas publiées dans des magazines malgré leur jeune âge, Ichijō se rend alors compte qu'elle peut elle aussi être publiée dans un magazine. En 1968 elle postule dans un concours de nouveaux talents pour le magazine Ribon, car c'est dans ce magazine que publie Hideko Mizuno. Son manga Yuki no Serenade remporte le premier prix ex-æquo avec le manga d'un jeune mangaka nommé Tsukasa Nishimura.
Dans Ribon, du fait de son amour pour les anti-héros, elle commence à publier des histoires qui finissent mal. Ses éditeurs l'encouragent à dessiner des histoires d'amour, car cela correspond mieux à la ligne éditoriale du magazine, ce qu'elle fait avec succès avec des romances dramatiques, auxquelles elle ajoute une dose d'humour et d'aventure. Elle publie ainsi dans Ribon pendant près de 25 ans, malgré des histoires considérées comme trop adultes pour le lectorat du magazine. En 1994 elle change finalement de magazine pour Chorus.

## Analyse
Le thème de ses œuvres est souvent centré sur les relations amoureuses et parfois sur les conflits ou les problèmes familiaux.

## Réception
L'intrigue et les scénarios, semblables à des films d'espionnage, captive autant les hommes que les femmes.

## Œuvre
- 1966 : Ame no ko Non-chan[9]
- 1968 : Yuki no Serenade
- 1974 : Designer (デザイナー, Dezainā?)[10]
- 1979 : Le château de sable (砂の城, Suna no shiro?), pré publié dans le magazine Ribon ; 6 (ou 7[11]) volumes publiés chez Shūeisha[12].
- 1983 : Yūkan Club (有閑倶楽部, Yūkan Kurabu?) ; 19 volumes publiés chez Shūeisha[13].
- 1988 : Nichiyōbi wa Issho ni (日曜日は一緒に?)[14].
- ? : Tadashī Ren'ai no Susume (正しい恋愛のススメ?)[15].

- 2009 : Pride (プライド, Puraido?), pré publié dans le magazine Chorus ; 12 volumes publiés chez Shūeisha[16].
- 2013 : Neko demo dekiru ibunka taiken - Ichijô Yukari no bonnô travel (猫でもできる異文化体験　一条ゆかりの煩悩トラベル?)[17].

### Artbook
- 1998 : Yukari Ichijo - Debut 30th Anniversary Illustrations[18]

## Récompenses
- 1986 : 10e Prix du manga Kōdansha de la catégorie Shōjo pour Yūkan Club.
- 2007 : Prix d'excellence au Japan Media Arts Festival pour Pride[19].